# London Critics Circle Film Award al regista dell'anno

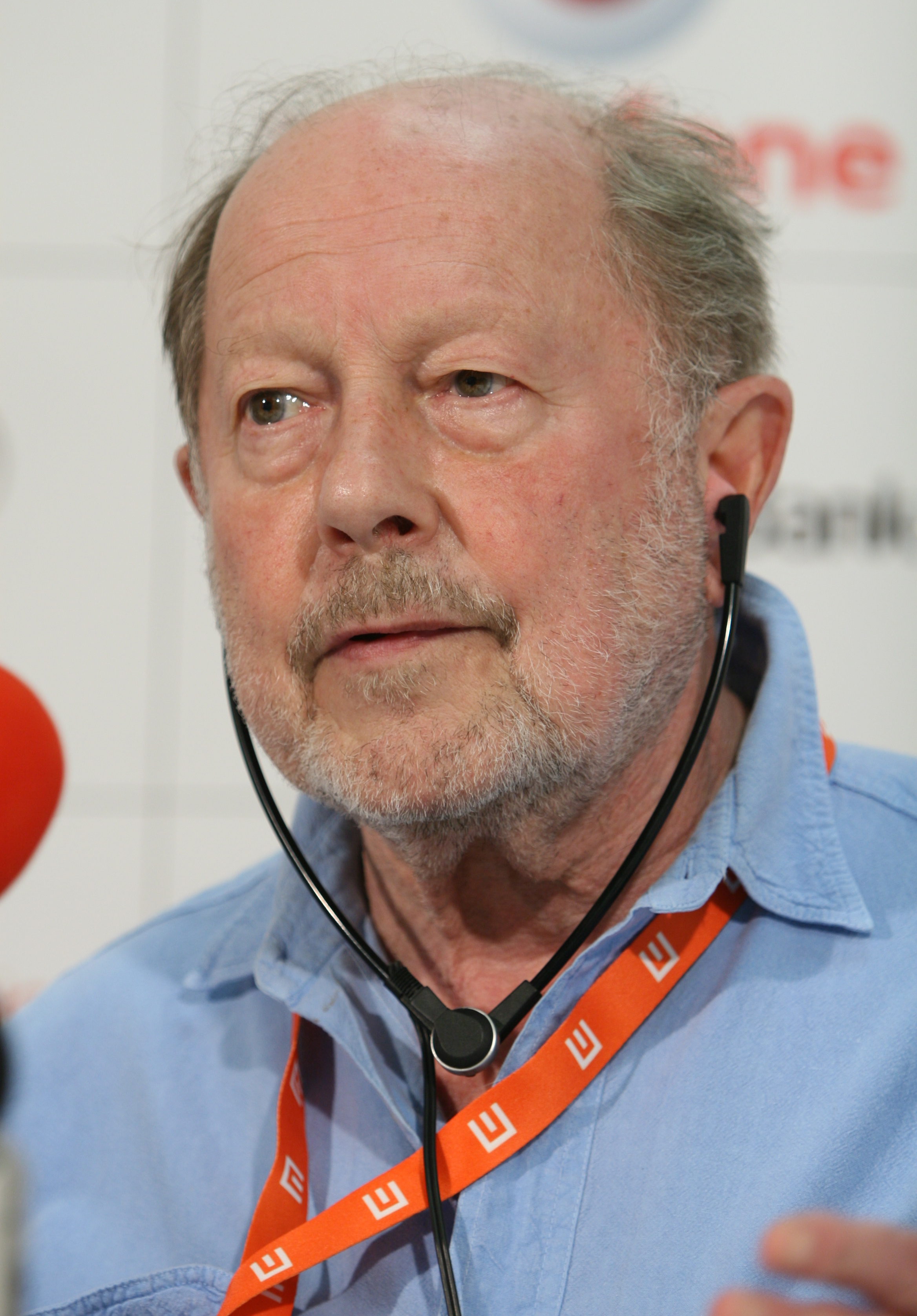
Nicolas Roeg è stato il primo regista a conquistare il premio

Il London Critics Circle Film Award al regista dell'anno (London Film Critics' Circle Award for Director of the Year) è un premio cinematografico assegnato dal 1980 nell'ambito dei London Critics Circle Film Awards.

## Albo d'oro

### Anni 1980
- 1980: Nicolas Roeg - Il lenzuolo viola (Bad Timing)
- 1981: Andrzej Wajda - L'uomo di ferro (Człowiek z żelaza)
- 1982: Costa Gavras - Missing - Scomparso (Missing)
- 1983: Andrzej Wajda - Danton
- 1984: Neil Jordan - In compagnia dei lupi (The Company of Wolves)
- 1985: Roland Joffé - Urla del silenzio (The Killing Fields)
- 1986: Akira Kurosawa - Ran
- 1987: Stanley Kubrick - Full Metal Jacket
- 1988: John Huston - The Dead - Gente di Dublino (The Dead)
- 1989: Terence Davies - Voci lontane... sempre presenti (Distant Voices, Still Lives)

### Anni 1990
- 1990: Woody Allen - Crimini e misfatti (Crimes and Misdemeanors)
- 1991: Ridley Scott - Thelma & Louise
- 1992: Robert Altman - I protagonisti (The Player)
- 1993: James Ivory - Quel che resta del giorno (The Remains of the Day)
- 1994: Steven Spielberg - Schindler's List
- 1995: Peter Jackson - Creature del cielo (Heavenly Creatures)
- 1996: Joel Coen - Fargo
- 1997: Curtis Hanson - L.A. Confidential
- 1998: Peter Weir - The Truman Show
- 1999: Sam Mendes - American Beauty

### Anni 2000
- 2000: Spike Jonze - Essere John Malkovich (Being John Malkovich)
- 2001: Alejandro González Iñárritu - Amores perros
- 2002: Phillip Noyce - The Quiet American e La generazione rubata (Rabbit-Proof Fence)
- 2003: Clint Eastwood - Mystic River
- 2004: Martin Scorsese - The Aviator
- 2005: Ang Lee - Brokeback Mountain
- 2006: Paul Greengrass - United 93
- 2007: Paul Thomas Anderson - Il petroliere (There Will Be Blood)
- 2008: David Fincher - Il curioso caso di Benjamin Button (The Curious Case of Benjamin Button)
- 2009: Kathryn Bigelow - The Hurt Locker

### Anni 2010
- 2010: David Fincher - The Social Network
- 2011: Michel Hazanavicius - The Artist
- 2012: Ang Lee - Vita di Pi (Life of Pi)
- 2013: Alfonso Cuarón - Gravity
- 2014: Richard Linklater - Boyhood
- 2015: George Miller - Mad Max: Fury Road
- 2016: László Nemes - Il figlio di Saul (Son of Saul)
- 2017: Sean Baker - Un sogno chiamato Florida (The Florida Project)
- 2018: Alfonso Cuarón - Roma
- 2019: Bong Joon-ho - Parasite (Gisaengchung)

### Anni 2020
- 2020: Steve McQueen - Small Axe
- 2021: Jane Campion - Il potere del cane (The Power of the Dog)
- 2022: Todd Field - Tár
- 2023: Jonathan Glazer - La zona d'interesse (The Zone of Interest)
- 2024: RaMell Ross - I ragazzi della Nickel (Nickel Boys)